# 郝国道
郝国道（1939年12月—），男，湖北枣阳人，中华人民共和国政治人物，曾任中共湖北省委经济工作部副部长，湖北省人大常委会副主任。